# Andrzej Zaucha (journalist)
Andrzej Zaucha (geboren 1967) is een Poolse journalist en schrijver.
Zaucha werd geboren in Zakliczyn bij Tarnów in Zuid-Polen. Hij heeft vele verslagen uit Rusland en Tsjetsjenië geschreven. Sinds 1997 heeft hij Moskou als standplaats als correspondent van het Poolse dagblad "Gazeta Wyborcza". In 2003 publiceerde Zaucha het boek "Moskwa. Nord-Ost" over de terroristische aanval op het Dubrovka theater in Moskou in oktober 2002.
- Gemeinsame Normdatei: 1197224343
- International Standard Name Identifier: 0000 0001 1211 8223
- Nationale Bibliotheek van Tsjechië: js20231187303
- Virtual International Authority File: 311129039
- WorldCat: E39PBJvXgkWhmDQMCFJh68kMT3